# Cayetano Cornet y Palau
Cayetano Cornet y Palau (1878-1945) fue un dibujante e ingeniero español.

## Biografía
Nació en 1878 en Barcelona, hijo de Cayetano Cornet y Mas. Colaborador de publicaciones periódicas satíricas como La Esquella de la Torratxa y, más adelante, Cu-Cut!, de la que fue fundador, hacia 1912 había pasado a ejercer como director artístico de El Correo Catalán. También dirigió En Patufet. En 1933 fue nombrado director de la Escuela de Ingenieros Industriales de Barcelona. Falleció en 1945. Firmaba sus dibujos con un corazón que encerraba en su interior las letras «net».